# Thorkild Hansen
Thorkild Hansen (9. ledna 1927 Ordrup – 4. února 1989) byl dánský spisovatel. Věnoval se zejména historickým románům. K nejznámějším patří jeho trilogie o dánském obchodu s otroky. Za její poslední díl, Slavernes øer, obdržel v roce 1971 nejprestižnější skandinávské literární ocenění, Cenu Severské rady. I v jiných knihách se často věnoval dánskému kolonialismu a zámořským objevům. 
V letech 1945-47 studoval literaturu na Kodaňské univerzitě. V roce 1947 se přestěhoval do Paříže, kde působil jako zahraniční zpravodaj pro kodaňský list Ekstra Bladet. Francie byla vždy jeho "duchovní vlastí", často se do ní později vracel. Od návratu do Dánska v roce 1952 se věnoval psaní románů. První, Resten er Stilhed, vydal v roce 1953. Byl též literárním kritikem v novinách Information a zúčastnil se několika archeologických expedic, například do Kuvajtu, Hudsonova zálivu nebo Núbie. Na cestách i zemřel, na palubě výletní lodi v Karibiku.
Česky vyšla jedna jeho kniha, v roce 1970 vydalo nakladatelství Orbis román Nešťastné putování do šťastné Arábie, v překladu Františka Fröhlicha.